# Amaurose
Amaurose ou Gota Serena  é a perda total da visão, sem lesão no olho em si, mas com afecção do nervo óptico ou dos centros nervosos, podendo afectar a visão de um ou ambos os olhos.
Amaurose também ocorre no deslocamento da retina, na região da mácula, decorrente de neovasos originados secundariamente a doença diabética. Na retinopatia diabética, há três condições que causam amaurose: deslocamento retiniano, hemorragia vítrea e glaucoma agudo. Doenças como a esclerose múltipla também podem gerar amaurose nos pacientes.